# Surimono

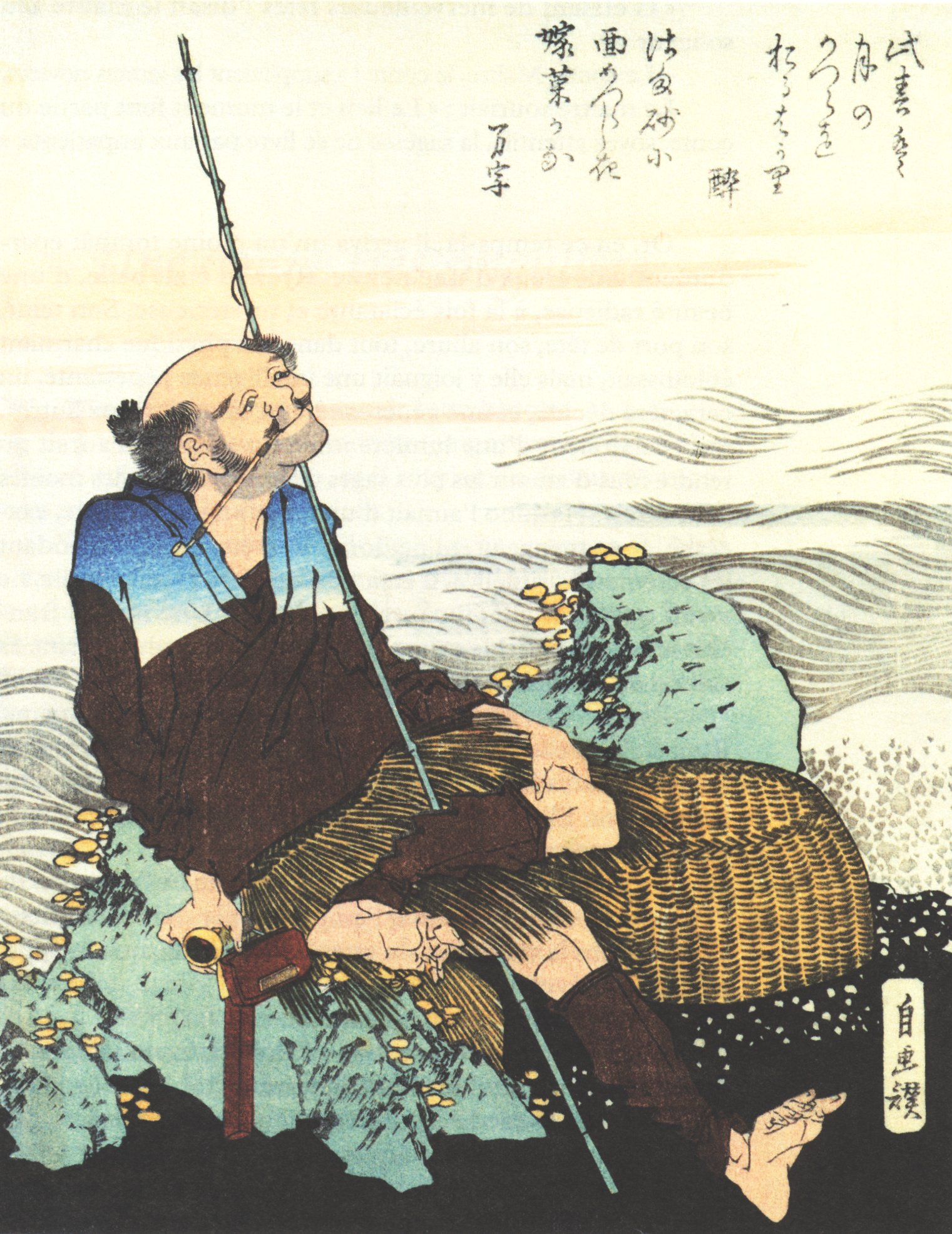
Un gravat surimono de Katsushika Hokusai

Els surimono (摺物) són les xilografies japoneses del període Edo que s'encarregaven amb caràcter privat per a ocasions especials, com ara el Cap d'Any. Surimono literalment vol dir 'cosa impresa'.

## Ús
En la majoria de casos, els surimono, els encarregaven les societats de poesia per a il·lustrar el poema guanyador d'un concurs de poesia amb el mestre de la societat com a jutge. Normalment, aquests gravats eren de format petit, i el tallat en relleu dels caràcters kanji requeria una gran dosi d'habilitat tècnica.
Els actors kabuki també encarregaven gravats surimono per commemorar moments importants de les seves carreres, com ara canvis de nom i debuts en escena dels seus fills.